# جدول نوکلیدها
| - هیچ‌کدام (پایدار) - واپاشی بتا - نشر پروتون | - نشر نوترون - واپاشی آلفا - شکافت خود به خود |

- نشر پوزیترون or گیراندازی الکترون

جدول نوکلیدها (به انگلیسی: Table of nuclides) یک نمودار دو بعدی است که محور Y آن عدد اتمی (تعداد پروتون‌ها) و محور X آن نشان دهنده عدد نوترون (تعداد نوترون‌ها) است. هر نقطه در این نمودار نشان دهنده یک نوکلید است که می‌تواند یک نوکلید واقعی یا یک نوکلید فرضی باشد.